# Cmentarzysko w Czernielowie Ruskim

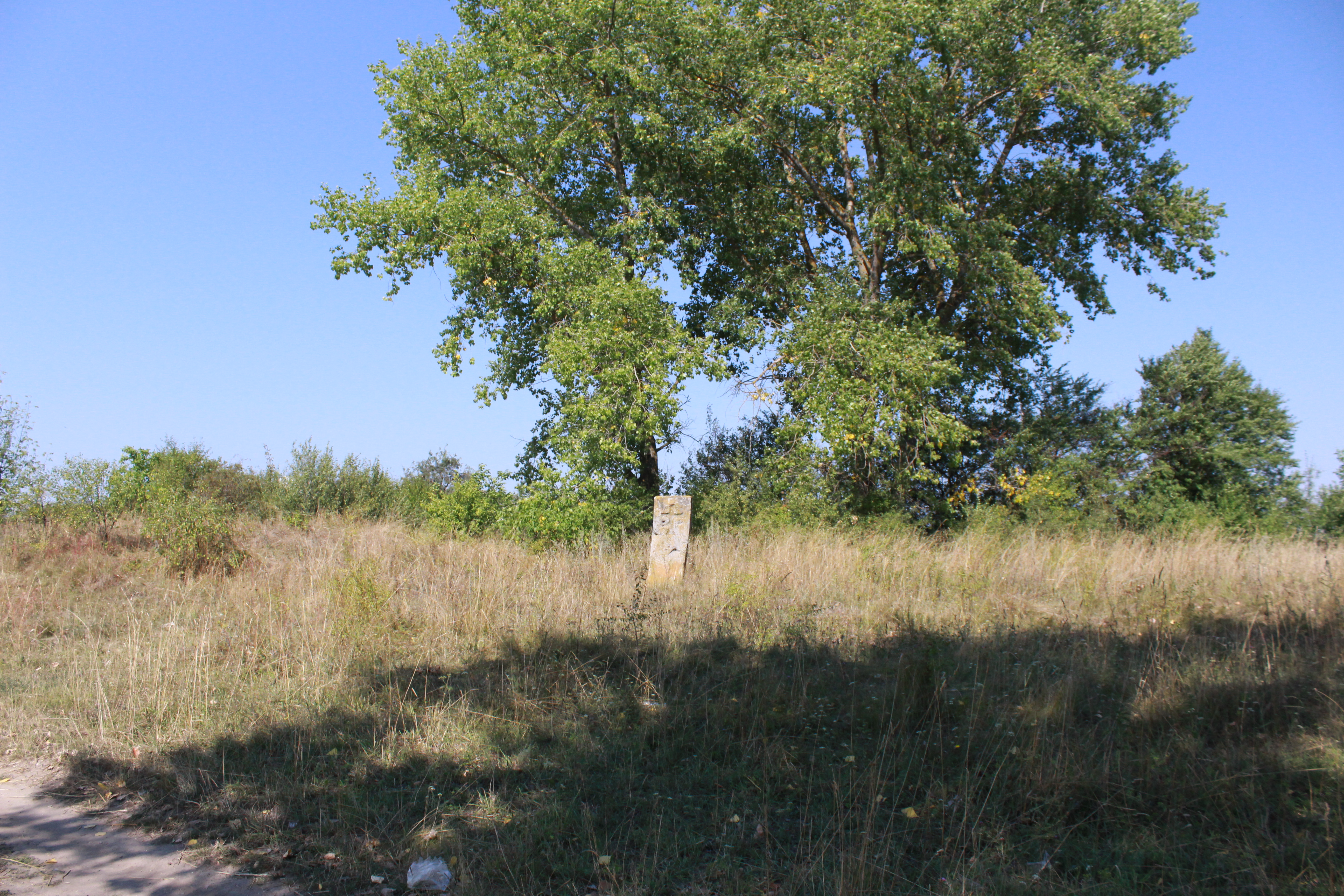
Cmentarzysko w Czernielówie Ruskim

Cmentarzysko w Czernielowie Ruskim (ukr. Чернелево-Руський могильник) – miejsce pochówku kultury czerniachowskiej, stanowisko archeologiczne o znaczeniu lokalnym. Znajduje się ono w Mohylkach we wsi Czernielowie Ruskim w hromadzie Bajkowce w obwodzie tarnopolskim, będąc najbardziej zbadanym na terytorium Prawobrzeżnej Ukrainy.
Stanowisko było badane w latach 1973–2000 przez ukraińskiego archeologa Ihora Geretę. Podczas wykopalisk odkryto 315 pochówków, w tym 288 czerniachowskich, 24 staroruskie, dwa pomorskie i jeden niezidentyfikowany, pochodzący prawdopodobnie z epoki brązu.
Raporty z badań archeologicznych cmentarza w Czernielowie Ruskim są przechowywane w Archiwum Naukowym Instytutu Archeologii Narodowej Akademii Nauk Ukrainy oraz w Tarnopolskim Obwodowym Muzeum Krajoznawczym, które przechowuje wszystkie materiały archeologiczne.